# Jules Pirard
Jules Pirard (ur. 28 maja 1885 w Hautmont, zm. 22 grudnia 1962 tamże) – francuski gimnastyk, medalista olimpijski.
W 1920 r. reprezentował barwy Francji na letnich igrzyskach olimpijskich w Antwerpii, zdobywając brązowy medal w wieloboju drużynowym. 